# Brachygluta aubei
Brachygluta aubei é uma espécie de insetos coleópteros polífagos pertencente à família Staphylinidae.
A autoridade científica da espécie é Tournier, tendo sido descrita no ano de 1867.
Trata-se de uma espécie presente no território português.